# Mario Vecchi
Mario Vecchi (ur. 4 września 1957 w Rieti) – włoski judoka. Dwukrotny olimpijczyk. Zajął 30. miejsce w Montrealu 1976 i osiemnaste w Los Angeles 1984. Startował w wadze półciężkiej i średniej.
Siódmy na mistrzostwach świata w 1979. Uczestnik zawodów w 1975, 1981, 1983 roku. Srebrny medalista mistrzostw Europy w 1982; brązowy w 1983 i w drużynie w 1979. Drugi na igrzyskach śródziemnomorskich w 1975 i trzeci w 1983. Zwycięzca akademickich MŚ w 1978. Zdobył dziesięć medali na MŚ wojskowych, w tym złoty w 1977, 1980 i 1985 roku.

## Letnie Igrzyska Olimpijskie 1976
| Konkurencja | Eliminacje             | Klas. końcowa |
| Konkurencja | Przeciwnik I           | Miejsce       |
| ----------- | ---------------------- | ------------- |
| 93 kg       | Carlos Pacheco (BRA) P | 30.           |

## Letnie Igrzyska Olimpijskie 1984
| Konkurencja | Eliminacje             | Klas. końcowa |
| Konkurencja | Przeciwnik I           | Miejsce       |
| ----------- | ---------------------- | ------------- |
| 86 kg       | Alfonso García (ESP) p | 18.           |